# Zsgyári-völgy
Koordináták: é. sz. 49° 16′ 30″, k. h. 20° 15′ 35″49.275000°N 20.259722°E
A Zsgyári-völgy (szlovákul Ždiarska dolina, németül Ždjarer Senke) a Szepesi-Magura és a Bélai-havasok között fekvő völgy Szlovákia északi részén, a Szepességben. A Tátraalji-barázda keleti folytatása. Északnyugatról délkelet irányban lejt. A völgyben a Béla-patak fut. Egyetlen települése Zsgyár. A 66-os főút halad benne, ami felfut a Zsgyári-hágóra (1081 m). Innen tovább lefelé a mai szlovák-lengyel határ található. Télen a völgy mindkét oldalán lehetőség van a síelésre.

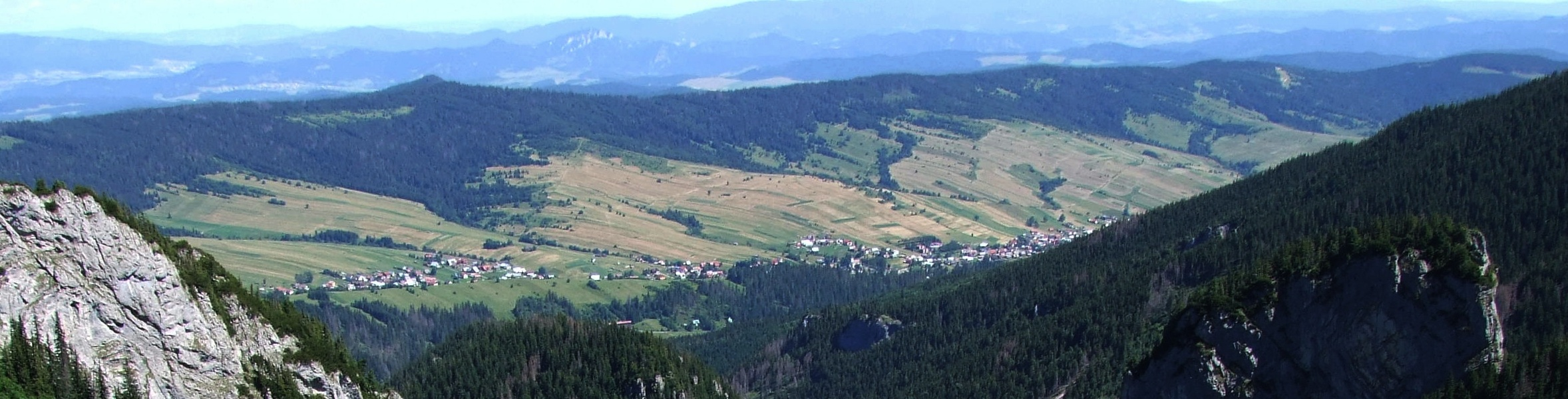
A Zsgyári-völgy délnyugat felől

## Külső hivatkozások
- Képek – Penzión Jánošík.sk